# Yanga
Yanga är en ort i Mexiko.   Den ligger i kommunen Yanga och delstaten Veracruz, i den sydöstra delen av landet, 250 km öster om huvudstaden Mexico City. Yanga ligger 519 meter över havet och antalet invånare är 5 300.
Terrängen runt Yanga är varierad. Runt Yanga är det ganska tätbefolkat, med 129 invånare per kvadratkilometer. Närmaste större samhälle är Córdoba, 14,5 km väster om Yanga. Trakten runt Yanga består till största delen av jordbruksmark.